# Piotr Poskrobko
Piotr Poskrobko (ur. 7 lipca 1973 w Białymstoku) – polski siatkarz grający na pozycji przyjmującego i libero, obecnie trener.
Przez większość swojej kariery związany był z drużyną AZS Olsztyn. W jej barwach odniósł swoje największe sukcesy. W sezonach 1990/91 i 1991/92 dwukrotnie zdobył zarówno Mistrzostwo Polski, jak i Puchar Polski. W sezonach 1992/93 i 2003/04 do swoich osiągnięć dołożył również wicemistrzostwo Polski.
W sezonie 2007/2008 z drużyną Trefla Gdańsk udało mu się wywalczyć awans do PlusLigi. Wtedy też zakończył karierę zawodniczą. Pozostał jednak w gdańskim klubie, gdzie najpierw pracował jako statystyk, a następnie również asystent trenera. Na początku 2010 roku podpisał kontrakt ze Ślepskiem Suwałki, w którym został drugim trenerem. W maju 2011 roku zdecydował się na powrót do Olsztyna i objął stanowisko asystenta trenera Tomasa Totolo. W latach 2013–2015 był I trenerem Ślepska Suwałki, a w 2015 roku ponownie został II trenerem AZS-u Olsztyn.